# Sikorsky S-51
Der Sikorsky S-51 ist eine Weiterentwicklung des zweisitzigen Sikorsky S-48. Hergestellt wurde der Hubschrauber von der Sikorsky Aircraft Corporation. Die militärischen Bezeichnungen waren R-5 bzw. H-5. Die US Navy stationierte den Hubschrauber als HO3S auch auf Flugzeugträgern. Als sowjetisches Pendant entstand 1949 der Jak-100.

## Produktion
Abnahme der Sikorsky S-48 und S-51 durch die USAAF/USAF/US Navy:
| Sikorsky | Version | 1944 | 1945 | 1946 | 1947 | 1948 | 1949 | 1950 | SUMME |
| -------- | ------- | ---- | ---- | ---- | ---- | ---- | ---- | ---- | ----- |
| S-48     | XR-5    | 1    | 4    |      |      |      |      |      | 5     |
| S-48     | YR-5A   |      | 26   |      |      |      |      |      | 26    |
| S-48     | R-5A    |      |      | 14   |      |      |      |      | 14    |
| S-48     | R-5D    |      |      | 20   |      |      |      |      | 20    |
| S-51     | R-5F    |      |      |      | 11   |      |      |      | 11    |
| S-51     | R-5G    |      |      |      |      | 30   | 9    |      | 39    |
| S-51     | R-5H    |      |      |      |      |      | 15   | 1    | 16    |
| S-51     | HO3S-1  |      |      | 4    | 13   | 32   | 40   | 2    | 91    |
| SUMME    |         | 1    | 30   | 38   | 24   | 62   | 64   | 3    | 222   |

1950 wurde ein H-5G in den Trainer TH-5G umgebaut. 1943 wurden die YR-5A für 63.123 $ je Stück bestellt. Die 39 größeren H-5G kosteten 1948 bereits 87.315 $ pro Stück.

## Militärische Nutzer

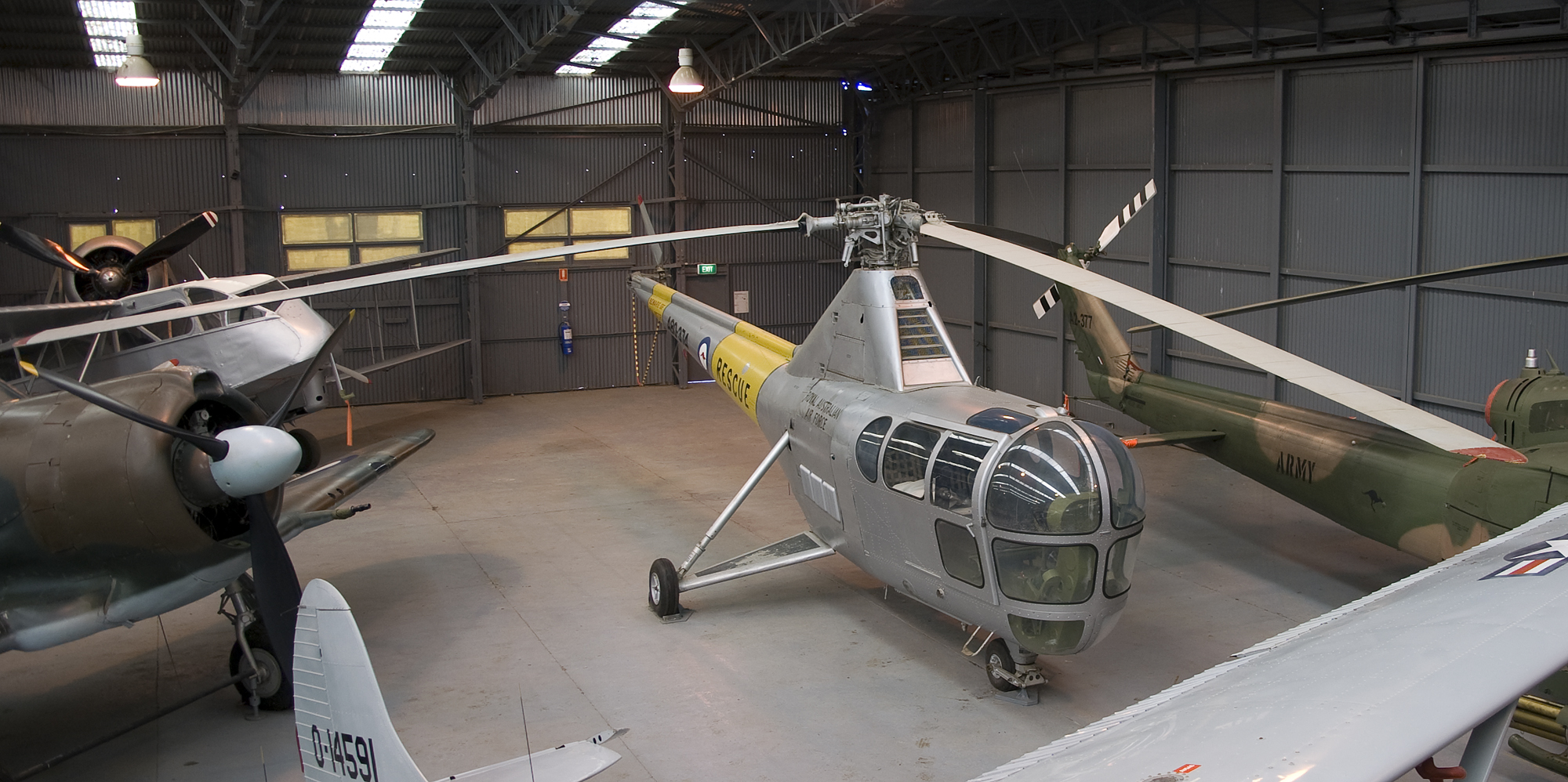
Royal Australian Air Force A80-374 Sikorsky S-51 im RAAF Museum

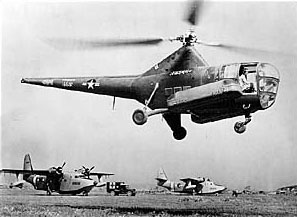
Sikorsky H-5 und Grumman SA-16s der 3rd Rescue Squadron

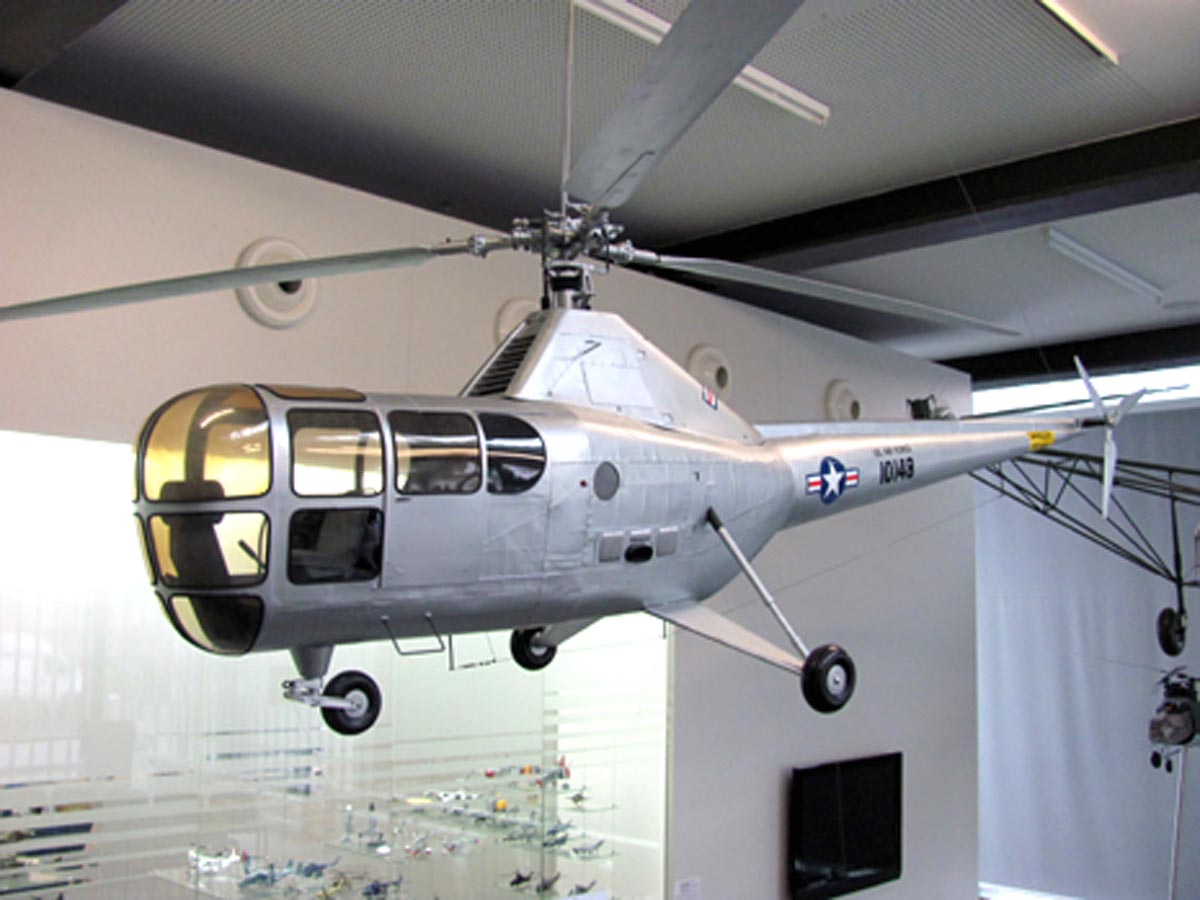
Großmodell der Sikorsky S-51 im Maßstab 1 : 7 im Hubschraubermuseum Bückeburg

- Argentinien
- Australien

Royal Australian Air Force: 10 von 1947 bis 1964
- Brasilien
- Frankreich

Französische Marine
- Kanada
- Königreich Irak
- Japan
- Niederlande
- Philippinen
- Südafrika
- Thailand
- Venezuela
- Vereinigtes Königreich

Royal Navy
- Vereinigte Staaten
- United States Army
- United States Air Force
- United States Coast Guard
- United States Navy

## Technische Daten

Dreiseitenriss

| Kenngröße             | Daten                                      |
| --------------------- | ------------------------------------------ |
| Besatzung             | 1+3                                        |
| Länge                 | 13,70 m                                    |
| Hauptrotordurchmesser | 14,94 m                                    |
| Höhe                  | 3,90 m                                     |
| Leermasse             | 1720 kg                                    |
| Startmasse            | 2263 kg                                    |
| Höchstgeschwindigkeit | 166 km/h                                   |
| Reichweite            | 451 km                                     |
| Triebwerke            | 1 × Pratt & Whitney R-985-AN-5 Wasp Junior |